# August Falck
August Falck, född 18 april 1882 i Stockholm, död 16 april 1938, var en svensk skådespelare. 
August Falck var son till skådespelaren och regissören August Falck. Han började som elev vid Svenska teatern, Stockholm, var 1902–1904 anställd vid Svenska Teatern i Helsingfors, 1904–1905 vid Stora Teatern, Göteborg, och var 1905–1906 knuten till Knut Lindroths turné. 1906 grundade han ett eget sällskap och framförde bland annat i december samma år Fröken Julie på Folkteatern i Stockholm. Han grundade tillsammans med August Strindberg Intima teatern i Stockholm 1907, och fungerade som dess chef fram till 1910. Han tog även initiativet till andra Intima teatern, som senare fick namnet Komediteatern, men tvingades ganska kort efter starten att frånträda ledningen och upptog från 1912 tillfälliga turnéer, gästspel och uppläsningar med Strindbergsprogram i hela Norden. Falck lät under titeln Strindberg och teater (1918) utge ett antal brev från sin brevväxling med Strindberg.
Han var gift med skådespelerskan Manda Björling 1909–1936. Falck är begravd på Norra begravningsplatsen i Stockholm.

## Filmografi
- 1912 – Fröken Julie
- 1912 – Fadren
- 1914 – Ett återseende
- 1917 – Terje Vigen
- 1937 – John Ericsson - segraren vid Hampton Roads

## Teater

### Roller (ej komplett)
| År   | Roll                    | Produktion                                         | Regi            | Teater                 |
| ---- | ----------------------- | -------------------------------------------------- | --------------- | ---------------------- |
| 1906 | Herr Y                  | Paria August Strindberg                            |                 | August Falcks sällskap |
| 1910 |                         | Kamraterna August Strindberg                       |                 | Intima Teatern         |
| 1910 | Morfadern               | Den objudna gästen (L’Intruse) Maurice Maeterlinck |                 | Intima Teatern         |
| 1911 | Den armeniske köpmannen | Renässans (Renæssance) Holger Drachmann            | Knut Michaelson | Intima teatern         |
| 1911 |                         | Det ingen vet (Niemand weiss es) Theodor Wolff     | Emil Grandinson | Intima teatern         |
| 1912 | Jean                    | Fröken Julie August Strindberg                     |                 | Folkets hus teater     |